# Antonio Gonzales (musicista)
(Johann Simon Mayr)
Antonio Gonzales (Gromo, 4 luglio 1764 – Bergamo, 13 dicembre 1830) è stato un organista e compositore italiano.

## Biografia
Antonio Gonzales nacque a Gromo (alta Val Seriana) da Giuseppe, chirurgo e farmacista e da Maria Caterina Piavani. Il padre, oltre a esercitare la professione medica, rivestiva la carica di organista presso la chiesa parrocchiale di Gromo e si dilettava nel suonare il violino.
Antonio venne mandato molto giovane a Bergamo per approfondire gli studi in farmacia, presso lo speziale Sartorio, riuscendo a ottenere dal padre il permesso di studiare anche il clavicembalo da un rinomato insegnante dell'epoca (tale Fogaccia). La sua capacità musicale prese presto il sopravvento sugli studi scientifici e lo portò a frequentare Agostino Quaglia, maestro di cappella della cattedrale di Milano.
Fu mandato a Breno in Val Camonica come maestro di musica, dove diede vita a un corpo bandistico, suonando in questo gruppo egli stesso il flauto. In seguito venne richiamato a Bergamo a sostituire Lanzi, maestro e organista nella grande basilica di Santa Maria Maggiore, quando questi perse la vista.
Quando nel 1802 Simone Mayr istituì, dopo la soppressione del Collegio Mariano da parte di Napoleone, l'Istituto Musicale di Bergamo, chiamò proprio Gonzales come maestro di cembalo. I due musicisti si adoperarono inoltre per richiedere alla Misericordia Maggiore il restauro dell'organo della basilica, che si trovava in grave stato di deperimento. Tra i suoi alunni a Bergamo si annovera Gaetano Donizetti, che entrò nella scuola nel 1806 restandovi per ben otto anni, e Padre Davide da Bergamo.
Sposò Marietta Crotti, cantante, dalla quale ebbe una sola figlia che morì in tenera età. Conseguente a questo lutto il Gonzales, non accettò l'incarico come maestro e organista a Pavia, rimanendo sempre a Bergamo. Viene citato come maestro di clavicello presso la cappella e presso l'istituto musicale.
I suoi funerali si svolsero nella basilica mariana. Alla funzione fu suonata la Messa da Requiem da lui composta, con il necrologio scritto dal Mayr esposto sulla porta della basilica e pubblicato sul Giornale della provincia di Bergamo in data 8 gennaio 1831 (conservato presso la Biblioteca civica Angelo Mai).

## Produzione musicale
Compose molta musica sacra, nonché pezzi per organo e pianoforte. Fu autore inoltre di alcune operette, che servirono per i saggi finali dell'Istituto di Bergamo.
Nel 1804 scrisse l'opera L'avventuriere fortunato, andata in scena nella stagione autunnale del Teatro San Moisè di Venezia.